# Бідновщина (заказник)
Бідно́вщина — гідрологічний заказник місцевого значення в Україні. Розташований у межах Комарівської громади Ніжинського району Чернігівської області, на північ від села Сидорівка. 
Площа 11 га. Статус присвоєно згідно з рішенням Чернігвського облвиконкому від 27.12.1984 року № 454; від 28.08.1989 року № 164. Перебуває у віданні ДП «Борзнянське лісове господарство» (Берестовецьке л-во, кв. 120, 121, 123). 
Статус присвоєно для збереження лучно-болотного природного комплексу, розташованого вздовж колишньої стариці, серед лісового масиву, в деревостані якого осика, береза, дуб, сосна.
Екосистема заказника - евтрофне осокове болото в заплаві річки Десна, де зростає низка широкоареальних видів болотного різнотрав'я. Має важливе значення як регулятор водного режиму прилеглих територій.